# Promoție (marketing)
Activitatea promoțională este structurată astfel:
 A. Tehnici (metode) de promovare - înțelegându-se prin aceasta principalele modalități prin care produsele, serviciile și organizațiile sunt făcute cunoscute în masa largă a cumpărătorilor;
Publicitatea care este o variabilă de ordin calitativ având drept scop prezentarea indirectă (nepersonaIă) - orală sau vizuală - a unui mesaj în legătură cu un produs, un serviciu sau o firmă de către un susținător (plăti tor) identificat.
Promovarea vânzărilor, fiind o variabilă de ordin cantitativ, constă în diverse acțiuni promoționale ce aduc consumatorului avantaje economice materiale imediate (reduceri de prețuri, oferte speciale, bonificații, etc.) 
Relațiile publice grupează o serie de activități specifice, de natură calitativă și pe termen lung, și sunt menite să îmbunătățească imaginea produsului, serviciului sau firmei. 
Marca reprezintă ansamblul semnelor distinctive având rolul de individualiza un produs, o gamă de produse, un serviciu, o firmă în raport cu cele ale concurenței, de a garanta calitatea produselor și de a certifica notorietatea și prestigiul firmei. 
Manifestările promoționale, formate din manifestări expoziționale și sponsorizare, constituie deopotrivă variabile calitative și cantitative ce presupun utilizarea, pe perioade de timp determinate, a întregii game de tehnici și acțiuni promoționale. 
Forțele de vânzare, au ca scop utilizarea personalului în acțiuni de prospectare, demonstrație, argumentare, negociere, încheiere de contracte, vânzare efectivă a produselor, consultanță, asistență tehnică, toate fiind variabile preponderent cantitative, dar care nu exclud și acțiuni de ordin calitativ legate de formarea imaginii întreprinderii pe care o reprezintă.
Publicitatea directă (marketingul direct) este prezentată sub o varietate de forme: poșta directă (mailing), telemarketingul (vânzările directe prin telefon), vânzările telematice (prin televiziunea clasică și prin cablu) vânzările prin alte suporturi de mesaje electronice (Internetul).
În activitatea de promovare a produselor, serviciilor și firmelor pe piețele internaționale se folosesc cu succes și alte tehnici promoționale cum ar fi: promovarea prin service, prin contrapartidă, prin leasing, consulting 
B. Instrumentele de promovare - se referă la principalele mijloace folosite de promotor, și pot fi:
Pentru publicitate: publicitatea media, publicitatea prin tipărituri, publicitatea  exterioară, publicitatea gratuită; 
Pentru promovarea vânzărilor: reduceri le temporare de preț, primele și cadourile, jocurile, loteriile, operațiunile cu caracter gratuit (distribuirea de eșantioane, degustările, demonstrațiile practice, încercările gratuite), merchandeesingul, publicitatea la locul vânzării, etc. 
Pentru relațiile publice: articole de profil, conferințe de presă, interviuri, dineuri oficiale, seminarii, simpozioane, discursuri, turnee mediatizate, deschiderea unor muzee, imprimarea unor produse, festivaluri, spectacole, etc.
Pentru marcă: marca de fabrică, marca de comerț, marca de serviciu, figurală, marca sonoră, marca combinată etc.; 
În cadrul manifestărilor promoționale: târgurile, expozițiile, diverse forme de sponsorizare. 
C. Suporturile promoționale - sunt reprezentate de căile, canalele de transmitere a informațiilor către publicul larg: presa cotidiană și periodică, cataloagele, prospectele, pliantele, broșurile, televiziunea, radioul, cinematograful, panourile publicitare, afișele, însemnele luminoase, mijloacele  rutiere .